# Toby Huss
Tobias Edward "Toby" Huss, född 9 december 1966 i Marshalltown i Iowa, är en amerikansk skådespelare. Han är bland annat känd för att ha varit med i TV-serierna King of the Hill (1997–2010) och Carnivàle (2003–2005), i rollen som Kahn Souphanousinphone/Cotton Hill (röst) respektive Felix "Stumpy" Dreifuss. Han har också spelat rollen som John Bosworth i dramaserien Halt and Catch Fire.
Toby Huss arbetar som multidisciplinär konstnär, målare och fotograf och är  bosatt i Los Angeles. Han en dotter vid namn Charlotte, vars mor är okänd.

## Filmografi (i urval)

### Filmer
- 1995 – På driven i New York
- 1996 – Titta vi dyker
- 1996 – Beavis and Butt-head Do America (röst)
- 1996 – Hej Gud
- 1996 – Jerry Maguire
- 1997 – Ett päron till farsa i Las Vegas
- 1997 – Still Breathing
- 1999 – The Mod Squad
- 2000 – Djävulen och jag
- 2001 – Human Nature
- 2002 – Nalles stora äventyr (röst)
- 2006 – Rescue Dawn
- 2007 – Reno 911!: Miami
- 2007 – Balls of Fury
- 2009 – World's Greatest Dad
- 2010 – Varning för vilda djur
- 2010 – Alpha och Omega (röst)
- 2011 – Cowboys & Aliens
- 2011 – God Bless America
- 2013 – Bad Milo!
- 2013 – 42
- 2013 – R.I.P.D.
- 2013 – Enough Said
- 2015 – The Invitation
- 2015 – Little Boy
- 2015 – Equals
- 2015 – Martyrs
- 2016 – In a Valley of Violence
- 2016 – Havenhurst
- 2016 – Ghostbusters
- 2016 – Buster's Mal Heart
- 2017 – Girlfriend's Day
- 2017 – Take Me
- 2017 – Big Bear
- 2018 – The Front Runner
- 2018 – Destroyer
- 2018 – Halloween
- 2018 – City of Lies
- 2019 – Sword of Trust
- 2020 – Horse Girl
- 2020 – The Rental
- 2021 – Copshop
- 2021 – Birds of Paradise (röst)
- 2022 – Blonde
- 2022 – Weird: The Al Yankovic Story
- 2023 – Fast Charlie
- 2023 – Americana
- 2024 – Maxxxine

### TV-serier
- 1994–1997 – Beavis och Butt-head (TV-serie) (röster, även 2011 och 2022–2023)
- 1995–1999 – NewsRadio (TV-serie)
- 1997 – Seinfeld (TV-serie)
- 1997–2010 – King of the Hill (TV-serie) (röster)
- 1999 – Herkules (TV-serie) (röster)
- 2000–2002 – Nikki (TV-serie)
- 2001 – Busiga bävrar (TV-serie) (röster)
- 2003–2005 – Carnivàle (TV-serie)
- 2003–2020 – Reno 911! (TV-serie)
- 2005 – The Office (TV-serie) (röst)
- 2007 – Curb Your Enthusiasm (TV-serie)
- 2008 – 30 Rock (TV-serie) (röst)
- 2008 – The Riches (TV-serie)
- 2008–2018 – The Venture Bros. (TV-serie) (röster)
- 2009 – Hung (TV-serie)
- 2010 – Criminal Minds (TV-serie)
- 2010 – Childrens Hospital (TV-serie) (även 2016)
- 2011 – Bob's Burgers (TV-serie) (röst)
- 2011 – The League (TV-serie)
- 2011 – Shameless (TV-serie)
- 2011 – Mr. Sunshine (TV-serie)
- 2011 – Äventyrsdags (TV-serie) (röster)
- 2011–2013 – The Cleveland Show (TV-serie)
- 2011–2012 – Kung Fu Panda: Legendariska hemligheter (TV-serie) (röster)
- 2012 – CSI: Crime Scene Investigation (TV-serie)
- 2012 – The New Normal (TV-serie)
- 2013 – Anger Management (TV-serie)
- 2013 – NTSF:SD:SUV:: (TV-serie)
- 2013 – Brickleberry (TV-serie) (röst)
- 2013 – Key & Peele (TV-serie)
- 2013–2015 – Sanjay och Craig (TV-serie) (röster)
- 2014–2017 – Halt and Catch Fire (TV-serie)
- 2015 – Mom (TV-serie)
- 2015 – Dr. Ken (TV-serie)
- 2016 – Black-ish (TV-serie)
- 2016–2017 – Outcast (TV-serie)
- 2017 – Colony (TV-serie)
- 2017 – Feud: Bette and Joan (TV-serie)
- 2017 – Veep (TV-serie)
- 2017 – Brooklyn Nine-Nine (TV-serie)
- 2018 – Sacred Lies (TV-serie)
- 2019 – Kapten Kalsongs fantastiska äventyr (TV-serie) (röster)
- 2019 – GLOW (TV-serie)
- 2019 – The Righteous Gemstones (TV-serie)
- 2019–2021 – Dickinson (TV-serie)
- 2020 – Brews Brothers (TV-serie)
- 2022 – Angelyne (TV-serie)
- 2023 – White House Plumbers (TV-serie)
- 2023 – Fatal Attraction (TV-serie)
- 2023 – Bookie (TV-serie)
- 2025 – Chad Powers (TV-serie)